# Любимец женщин
«Любимец женщин» (англ. Roger Dodger) — комедийная драма 2002 года режиссёра Дилана Кидда.

## Сюжет
Фильм рассказывает историю специалиста по рекламе по имени Роджер (Кэмпбелл Скотт), меняющего женщин, как перчатки, который даёт советы, как добиться благосклонности от противоположного пола, своему несовершеннолетнему племяннику Нику (Джесси Айзенберг), который никак не расстанется с девственностью.

## В ролях
- Кэмпбелл Скотт — Роджер Свенсон
- Джесси Айзенберг — Ник
- Изабелла Росселлини — Джойс
- Элизабет Беркли — Андреа
- Дженнифер Билз — Софи
- Мина Бэди — Донна
- Бен Шенкман — Донован
- Крис Стэк — Крис